# Сильвай, Иван Антонович
Иван Антонович Сильвай-Сливка (литературный псевдоним — Уриил Метеор; 15 марта 1838, Сусково — 13 февраля 1904) — карпаторусский поэт и писатель, греко-католический священник.

## Биография
Родился 3 (15) марта 1838 года в семье Антония Силвая, священика, «народности мадярской»; мать, Катерина Легеза, была русинка. Иван был третьим ребёнком в семье, имел двух старших сестёр — Марию и Сусанну.
Начальное образование получал в Ужгороде: помимо обучения в прогимназии и гимназии (с 1847 года), он учился пению у Константина Матезонского — регента кафедрального хора, где Иван Сильвай пел во всё время своего пребывания в Ужгороде. В 1854—1856 годах учился в Сатмарской латинской семинарии, по окончании которой был принят в причетники и назначен в Пештянскую семинарию, где он встретился со своим товарищем Николаем Товтом, ставшим позднее епископом Пряшевским. В 1860 году окончил учёбу и начал священническую службу в родном Сускове; 5 февраля 1862 года женился на выбранной родителями дочери приходского священника Марии Рац; имел десять детей, четверо из которых умерли в младенчестве. В том же году, 9 ноября был рукоположен во священника.
С 1881 года служил в селе Турьи Реметы. В 1899 году был переведён в Новое Давыдково, где служил до смерти, наступившей 13 февраля 1904 года. 
Литературная деятельность началась в 1870 году с публикации в Ужгороде сатирической повести «Крайцеровая комедия». Это был резкий политический памфлет с критикой епископа Стефана Панковича.
Он — автор лирических песен, баллад, поэм («Федор Корьятович»), но его поэтические не имели особенного значения. Выделялись же его бытовые очерки и рассказы из угрорусской жизни: «Светлый день Воскресения», «Беда - нет жида» и др. Интересны и его сатирические произведения «Миллионер», «Люди в железных шляпах», «Тестяк», «Пупаки» и др. Сильвай занимался также переводом славянских церковных книг на венгерский язык и его переводы считались образцовыми. С историко-культурной стороны ценна «Автобиография» и труд о закарпатских чудотворных иконах «Наши сокровища». Печатался в закарпатских и галицких русофильских изданиях. Писал на литературном языке угорских русинов, в то время в разной степени отличавшемся от простонародного разговорного языка.
Заметное место занимала его деятельность в литературном обществе св. Василия Великого, созданного по инициативе Василия Поповича и Иосифа Гаганца в 1866 году.

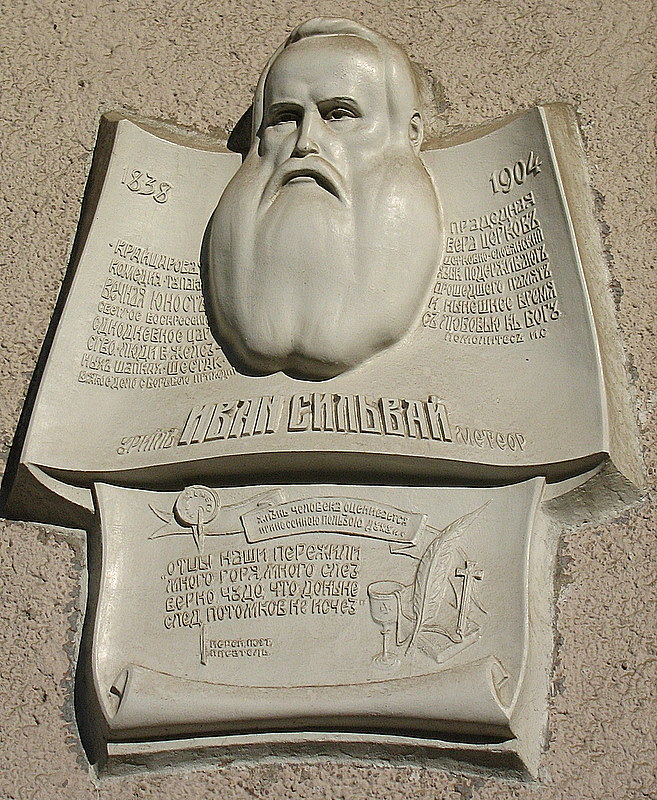
Памятная доска Ивану Сильвай-Сливке в г. Свалява

## Отрывки из произведений
Из стихотворения «Надъ спящимъ малюткою»

«… для явного примѣра

Божествам кадитъ чужимъ

Для него ужъ русска вѣра,

Русскій Богъ непостижимъ.

…

Спи не бойся! Будь Бог съ нами,

Кто-бъ тебѣ вредити могъ?

Русска нива подъ ногами,

Надъ тобою Русскій Богъ.»